# 監獄不設防
《監獄不設防》，是1990年上映的一部香港恐怖鬼片，由夏秀軒執導，周震東監製，馮淬帆、李麗珍、陳佩珊、王玉環主演。

## 劇情
女囚犯陳珍（李麗珍 飾）因越獄不慎跌死，死於非命化身成鬼，被法師請關帝鎮壓望其可早日超脫。獄中女警5354（夏志珍 飾）當值時與男人偷情，打破關帝像，被碎片刺中後腦，死不瞑目，亦無意中放出陳珍鬼魂。一常逃獄的女囚犯黑妹（陳佩珊 飾）拾獲陳珍遺物，故可與陳珍鬼魂溝通，被陳珍要求帶其越獄。5354因屈死而化作厲鬼，監獄開始鬧鬼，令女犯人絕食抗議，獄長（馮淬帆 飾）請來舊相識佩姑（王玉環 飾），遂展開了驅鬼大戰。

## 演員表
| 演員   | 角色                                                                            |
| 李麗珍 | 陳珍                                                                            |
| 馮淬帆 | 馮Sir 監獄長                                                                    |
| 王玉環 | 佩姑 馮Sir之舊相識 施夢維之姑姐 懂茅山術                                        |
| 陳潔靈 | 獄警                                                                            |
| 陳佩珊 | 張三好 暱稱黑妹                                                                 |
| 瑪利亞 | 大家姐                                                                          |
| 葉子楣 | 蘇東坡 暱稱波霸                                                                 |
| 夏志珍 | 獄警5354 當值時與男人偷情打破關帝像被碎片刺中後腦而死，因屈死化成厲鬼於監獄作惡 |
| 王美華 | 倩女華                                                                          |
| 倪雪   | 易玲                                                                            |
| 区靄玲 | 辣椒                                                                            |
| 鄭婉雯 | 勁揪                                                                            |
| 殷曉儀 | 猛男                                                                            |
| 郭天兒 |                                                                                 |
| 劉錫賢 | 肥九 與施夢維及阿苗一同到監獄進行裝修工作                                       |
| 張國華 |                                                                                 |
| 陳敬   |                                                                                 |
| 方茹   |                                                                                 |
| 李家聲 | 施夢維 佩姑之姪兒 與阿苗及肥九一同到監獄進行裝修工作                            |
| 鄭君熾 | 阿苗 與施夢維及肥九一同到監獄進行裝修工作                                       |